# Mats Møller Dæhli
Mats Møller Dæhli (* 2. März 1995 in Oslo) ist ein norwegischer Fußballspieler. Der Mittelfeldspieler steht beim Molde FK unter Vertrag und ist A-Nationalspieler.

## Karriere

### Verein
Møller Dæhli begann seine Karriere in seiner Geburtsstadt beim FK Lyn Oslo, für den er bis 2009 und im Jahr 2011 spielte. 2010 spielte er ein Jahr beim Stabæk IF. 2011 wechselte er in die Jugend von Manchester United, in der er bis zum Ende seiner Jugendzeit blieb.
2013 wechselte Møller Dæhli zurück nach Norwegen zum Erstligisten Molde FK. Am 3. August 2013 kam er beim 2:0-Sieg im Heimspiel gegen Brann Bergen zu seinem ersten Profi-Einsatz, als er zur zweiten Halbzeit für Daniel Chima Chukwu eingewechselt wurde. 
Nach zwölf Einsätzen verließ er den Verein bereits in der Winterpause wieder in Richtung Cardiff. Für den englischen Erstligisten Cardiff City bestritt er sein erstes Spiel am 28. Januar 2014 bei der 0:2-Niederlage gegen Manchester United. Am 29. März 2014 erzielte er beim 3:3 gegen West Bromwich Albion sein erstes Tor im Profifußball. Am Saisonende stieg Møller Dæhli mit der Mannschaft in die Football League Championship ab.
Zum 1. Januar 2015 wechselte Møller Dæhli in die Bundesliga zum SC Freiburg. Sein Debüt gab er am 3. Februar 2015 bei der 0:1-Niederlage bei Borussia Mönchengladbach. Am Saisonende stieg er mit den Breisgauern in die 2. Bundesliga ab. In der Folgesaison kam er aufgrund einer langen Verletzungspause infolge von Problemen an der Patellasehne nur zweimal zum Einsatz und schaffte mit der Mannschaft als Zweitligameister den direkten Wiederaufstieg.
Zur Rückrunde der Spielzeit 2016/17 wurde Møller Dæhli für eineinhalb Jahre an den Zweitligisten FC St. Pauli verliehen. Anfang Dezember 2017 wurde er an der Leiste operiert und fiel zwei Monate aus.
Zur Saison 2018/19 zog der FC St. Pauli die Kaufoption und stattete Møller Dæhli mit einem Vertrag bis zum 30. Juni 2021 aus.
Als Stammspieler kam der Norweger in 86 Pflichtspielen für die Hamburger auf fünf Tore und 15 Assists und bat im Januar 2020 um einen Wechsel zu einem europäischen Erstligisten, um sich sportlich auf höherem Niveau beweisen zu können. Es folgte ein Wechsel zum viermaligen belgischen Landesmeister KRC Genk, bei dem er einen Dreijahresvertrag erhielt. Insgesamt bestritt er acht Ligaspiele für Genk, das letzte am 28. September 2020. 
Mitte Januar 2021 wurde er bis zum Ende der Saison 2020/21 mit anschließender Kaufoption an den 1. FC Nürnberg ausgeliehen. Zur Saison 2021/22 erwarb der Zweitligist die Transferrechte an Møller Dæhli und stattete ihn mit einem langfristigen Vertrag aus.
Im Januar 2024 wechselte er zurück in seine norwegische Heimat zum Molde FK.

### Nationalmannschaft
Møller Dæhli durchlief von der U15 an alle Jugendmannschaften des norwegischen Fußballverbandes. Am 15. November 2013 debütierte er bei der 1:2-Niederlage gegen Dänemark für die A-Nationalmannschaft. Sein erstes Tor erzielte er am 10. Oktober 2014 beim 3:0-Sieg gegen Malta.

## Erfolge
SC Freiburg
- Aufstieg in die Bundesliga als Meister der 2. Bundesliga: 2016